# ويليام تومسون (سياسي أسترالي)
ويليام تومسون (بالإنجليزية: William Thompson)‏ هو سياسي أسترالي، ولد في 22 يناير 1862، وتوفي في 6 أكتوبر 1937. انتخب عضو الجمعية التشريعية نيو ساوث ويلز عن دائرة Electoral district of Ryde ‏ (1913 – 1920).